# Schuyler County (Illinois)
Schuyler County is een county in de Amerikaanse staat Illinois.
De county heeft een landoppervlakte van 1.133 km² en telt 7.189 inwoners (volkstelling 2000). De hoofdplaats is Rushville.